# Abbiegen (Straßenverkehr)

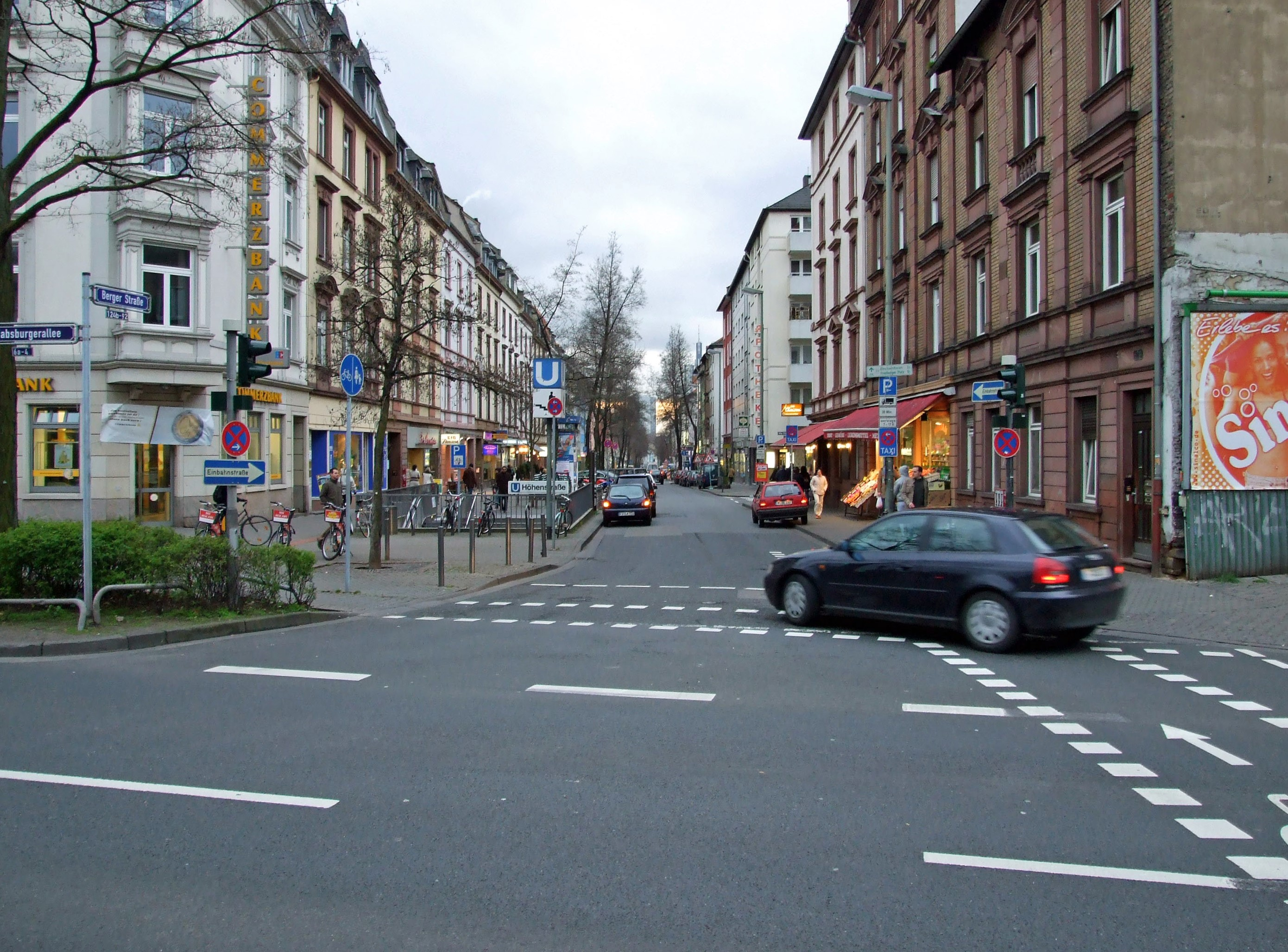
Ein Auto biegt ab

Unter Abbiegen versteht man im Straßenverkehr die Fahrtrichtungsänderung nach links oder rechts an Kreuzungen und Einmündungen (so genannten Knotenpunkten). Dabei sind entsprechende Vorfahrts- und Abbiegeregelungen zu beachten, die in den Straßenverkehrsordnungen eines Landes näher definiert sind.
Falsches oder unvorsichtiges Verhalten während oder kurz vor dem Ab- bzw. Einbiegevorgang hat häufig schwerwiegende Unfälle zur Folge. Besonders gefährdet sind in diesem Zusammenhang schwächere Verkehrsteilnehmer wie etwa Fußgänger oder Radfahrer. Bei der Unfalluntersuchung wird im speziellen Fall zwischen dem Abbiegeunfall (Unfall zwischen Abbieger und Gegen- bzw. Längsverkehr auf derselben Straße) und dem Unfall bei Einbiegen/Kreuzungen (Unfall zwischen Wartepflichtigen und Vorfahrtberechtigten aus verschiedenen Straßen) unterschieden.

## Abbiegen an Knotenpunkten

### Deutschland
In Deutschland regelt § 9 Abs. 1 bis 5 der Straßenverkehrs-Ordnung das Verhalten beim Abbiegen ausführlich.

### Österreich
In Österreich regelt § 13 der Straßenverkehrsordnung das Verhalten beim Abbiegen ausführlich.

### Schweiz
In der Schweiz regelt § 36 Abs. 1 bis 4 des Strassenverkehrsgesetzes das Verhalten beim Abbiegen ausführlich. Der Inhalt lautet wie folgt:
- (1) Wer nach rechts abbiegen will, hat sich an den rechten Strassenrand, wer nach links abbiegen will, gegen die Strassenmitte zu halten.
- (2) Auf Strassenverzweigungen hat das von rechts kommende Fahrzeug den Vortritt. Fahrzeuge auf gekennzeichneten Hauptstrassen haben den Vortritt, auch wenn sie von links kommen. Vorbehalten bleibt die Regelung durch Signale oder durch die Polizei.
- (3) Vor dem Abbiegen nach links ist den entgegenkommenden Fahrzeugen der Vortritt zu lassen.
- (4) Der Führer, der sein Fahrzeug in den Verkehr einfügen, wenden oder rückwärts fahren will, darf andere Strassenbenützer nicht behindern; diese haben den Vortritt.

## Abbiegen bei abknickender Vorfahrt
Wenn man eine abknickende Vorfahrtstraße verlässt, gelten in Deutschland die Regelungen des § 9 Abs. 3 StVO mit der Ausnahme, dass man nicht blinken darf, wenn man dabei geradeaus weiterfährt. Bleibt man auf der Vorfahrtstraße, biegt man nicht ab im Sinne des § 9 Abs. 3 StVO. Trotzdem hat man ähnliche Pflichten wie beim Abbiegen. Dass man blinken muss, wenn man der abknickenden Vorfahrt folgt, ist inzwischen in der Straßenverkehrs-Ordnung Deutschlands ausdrücklich geregelt: In der Spalte „Ge- oder Verbote/Erläuterungen“ (siehe unten) zum Richtzeichen zur abknickenden Vorfahrt in der Anlage 3 zur StVO. Dieses Richtzeichen zur abknickenden Vorfahrt ist ein mögliches Zusatzzeichen zum Zeichen 306 (Vorfahrtstraße), also zu dem auf der Spitze stehenden Quadrat mit weißem Rand und einem kleinen gelben Quadrat innen.

„Ge- oder Verbot

1.    Wer ein Fahrzeug führt und dem Verlauf der abknickenden Vorfahrtstraße folgen will, muss dies rechtzeitig und deutlich ankündigen; dabei sind die Fahrtrichtungsanzeiger zu benutzen.

2.    Auf den Fußgängerverkehr ist besondere Rücksicht zu nehmen. Wenn nötig, muss gewartet werden.

Erläuterung

Das Zusatzzeichen zum Zeichen 306 zeigt den Verlauf der Vorfahrtstraße an.'“

Diese Regelung gilt auch in Österreich gem. § 11 StVO. Macht die Vorrangstraße eine Kurve und wäre auch Geradeausfahren möglich, muss man blinken. In der Schweiz muss der Autofahrer ebenfalls den Blinker betätigen, wenn die vortrittsberechtigte Straße eine Kurve macht und er auch geradeaus fahren könnte.

## Tangentiales und nichttangentiales Abbiegen

Tangentiales Abbiegen

Nichttangentiales Abbiegen

### Deutschland
Das tangentiale (auch amerikanische) Linksabbiegen an Kreuzungen wurde von den Besatzungsmächten nach dem Zweiten Weltkrieg in Deutschland eingeführt und war zuerst in der DDR in der Straßenverkehrs-Ordnung festgeschrieben. 1992 wurde es auch in die gesamtdeutsche Straßenverkehrs-Ordnung (für den Regelfall) als verpflichtend aufgenommen. Tangentiales Abbiegen bedeutet, dass zwei sich gegenüberstehende linksabbiegende Fahrzeuge voreinander abbiegen.
Vor der Einführung des tangentialen Linksabbiegens war das nichttangentiale (auch deutsche) Linksabbiegen verbreitet. Dabei fahren die Fahrzeuge zunächst umeinander herum und biegen dann links ab. Heute ist das nichttangentiale Linksabbiegen nach § 9 Abs. 4 StVO in Deutschland als Ausnahme nur noch dann zulässig (und zugleich verpflichtend), wenn „die Verkehrslage oder die Gestaltung der Kreuzung“ es erfordern.
Die Gestaltung der Kreuzung kann dies beispielsweise dann erforderlich machen, wenn zwei gegenüberliegende, einmündende Straßen seitlich stark zueinander versetzt sind; wenn die beiden Richtungsfahrbahnen einer Straße aufgrund einer sehr breiten baulichen Trennung räumlich zu weit voneinander entfernt sind, um voreinander links abzubiegen; oder wenn zum Linksabbiegen nur eine sehr enge, gassenartige Öffnung in der baulichen Trennung zur Verfügung steht. In den beiden letztgenannten Fällen würde tangentiales Linksabbiegen den Eindruck von Linksverkehr erwecken. Ferner kann das nichttangentiale Linksabbiegen – zur Verdeutlichung, aber auch in Fällen, in denen es ansonsten nicht notwendig wäre – durch diverse Fahrbahnmarkierungen und bauliche Einrichtungen verbindlich angeordnet werden. Dies kann z. B. durch entsprechende Wartelinien, ggfs. durch Haltlinien (mit Ampel oder Stoppschild im Innenbereich der Kreuzung), durch Leitlinien („unterbrochene Linie“) oder durch Fahrstreifenbegrenzungen („durchgezogene Linie“), auch in Kombination mit Fahrbahnpfeilen geschehen. Eine weitere Möglichkeit besteht darin, Verkehrsinseln im Inneren der Kreuzung aufzustellen und mit Zeichen 222 die Vorbeifahrt rechts vorzuschreiben.
Gelegentlich wird es in Grenzfällen ohne eindeutige Kennzeichnung immer wieder zu Situationen kommen, in denen es unvermeidlich ist, sich mit dem entgegenkommenden Linksabbieger über die korrekte Art des Abbiegens zu verständigen. Dies gilt aber seit 1992 nur noch für entsprechende Grenzfälle. Wann immer tangentiales Abbiegen prinzipiell noch möglich und zumutbar ist, ist es nach § 9 Abs. 4 StVO also auch verpflichtend. Entscheidend ist aber nicht nur die Gestaltung der Kreuzung, sondern auch die aktuelle Verkehrslage. Wenn sich z. B. im Innenbereich einer Kreuzung, an der prinzipiell tangential links abzubiegen ist, bereits längere Fahrzeugschlangen in nicht-tangentialer Anordnung gebildet haben, dann wird ein entsprechendes Einordnen am Ende dieser Schlangen i. d. R. nicht vorwerfbar sein, da das tangentiale Einordnen in einer solchen Situation zur Blockade des Gegenverkehrs führen würde.

### Schweiz
Nach Artikel 13 „Einspuren und Abbiegen“ Absatz 4 gilt:
„Der Fahrzeugführer darf beim Abbiegen nach links auf Strassenverzweigungen die Kurve nicht schneiden. Fahrzeuge aus entgegengesetzten Richtungen, die beide auf einer Kreuzung nach links abbiegen wollen, haben sich links zu kreuzen.“ „haben sich links zu kreuzen“ meint dabei tangentiales Abbiegen.

### Australien
In Australien, gehäuft um die Stadt Melbourne Verkehrsknoten mit Hook turn. Bedingt durch den Linksverkehr wird dabei am linken Fahrbahnrand nichttangential in zwei Schritten nach rechts abgebogen.

## Besonderheiten beim Abbiegen

### USA
- „Jersey Left“ oder (Jughandle) ist eine oder mehrere Verbindungsrampen (Verbindungsfahrbahnen), deren Benutzung verpflichtend ist und Linksabbiegen ersetzt. Es wird am häufigsten in New Jersey angewandt
- Michigan left sind aus dem Staat Michigan stammende Wendefahrbahnen, die Linksabbieger hinter die Kreuzung verlegen.

## Direktes und indirektes Abbiegen

Direkte und indirekte Radverkehrsführung

Bei der Führung des Radverkehrs ist zwischen dem direkten und dem indirekten Abbiegen an Knotenpunkten zu unterscheiden. Bei der direkten Führung benutzt der Radverkehr die Abbiegefahrstreifen des Kraftfahrzeugverkehrs oder eine Radfahrerschleuse. Bei Knotenpunkten mit erhöhtem Radverkehr kann auch ein eigener Linksabbiegefahrstreifen für Radfahrer markiert sein.
Im Fall des indirekten Abbiegens wird der Radverkehr über die seitlich einmündende Straße bis zu einer Aufstellfläche geführt. Anschließend kann von dort die Straße überquert werden. Diese Radverkehrsführung ist jedoch nur an lichtsignalgeregelten Knotenpunkten möglich.
Auch bei Vorhandensein einer entsprechend markierten oder gekennzeichneten Radverkehrsführung für indirektes Abbiegen ist das direkte Abbiegen für Radfahrer weiterhin erlaubt; dafür dürfen auch benutzungspflichtige Radwege verlassen werden.

## Verkehrsplanung

Darstellung eines Rechtsabbiege- und Rechtseinbiegevorganges an einer Einmündung.

Es ist aus Sicht der Verkehrsplanung zwischen dem Abbiegen und dem Einbiegen zu unterscheiden. Das Abbiegen beschreibt das Einfahren eines Fahrzeuges in eine untergeordnete Straße. Unter Einbiegen wird das Anhalten und anschließende Einfahren eines Fahrzeuges in eine übergeordnete Straße verstanden. Sind bei der Fahrtrichtungsänderung zwei Straßen gleicher Straßenkategorie beteiligt, so wird diese ebenfalls als Einbiegevorgang betrachtet. Diese Unterscheidung ist wichtig, da beim Entwurf eines Knotenpunktes unterschiedliche Parameter zu beachten sind (etwa die Eckausrundung und Schleppkurven).